# 武蔵野赤十字病院
日本赤十字社東京都支部武蔵野赤十字病院（にほんせきじゅうじしゃ とうきょうとしぶ むさしのせきじゅうじびょういん、英語: Japanese Red Cross Musashino Hospital）は、東京都武蔵野市境南町にある医療機関。日本赤十字社東京都支部設置の病院である。重症病床を30床（ICU8床、HCU22床）、新生児集中治療室(NICU)6床そして強化治療室(GCU)14床を備える。

## 沿革
- 1949年（昭和24年）11月 - 病院の開設。
- 1977年（昭和52年） - 救命救急センターの設置。
- 1996年（平成9年）3月 - 新宿赤十字病院の閉院に伴う業務承継。
- 1999年（平成11年）1月 - 外来診療の「紹介外来制」へ移行。
- 2003年（平成15年）7月 - 地域リハビリテーション支援センターの認定。
- 2006年（平成18年）4月 - 地域周産期母子医療センターの指定。
- 2006年（平成18年）5月 - 地域医療支援病院の承認。

## 診療科
- 診療部門
  - 内科
    - 総合診療科
    - 腎臓内科
    - 血液・腫瘍内科
    - 内分泌代謝科
    - 循環器科
    - 消化器科
    - 呼吸器科
    - 神経内科

  - 外科
    - 呼吸器外科
    - 心臓血管外科
    - 整形外科
    - 産婦人科

  - 小児科
  - 新生児科
  - 耳鼻咽喉科
  - 眼科
  - 皮膚科
  - 泌尿器科
  - 放射線科
  - 脳神経外科
  - 心療内科・精神科
  - 形成外科
  - リハビリテーション科
  - 特殊歯科・口腔外科

中央診療部門（各種センター）
- 救命救急センター
- 健診センター
- 脳卒中センター
- 透析センター
- 地域リハビリテーション支援センター
- NICU（新生児集中治療室）
- 訪問看護ステーション
- 在宅介護支援センター
- 医療連携センター
- がん相談支援センター

診療協働部門
- 看護部
- 薬剤部
- 輸血部
- 臨床検査部
- 栄養課
- 治験管理室
- 母子保健相談室
- 患者相談窓口
- いとすぎ学級

## 医療機関の指定等
- 保険医療機関（健康保険法・国民健康保険法）
- 労災保険指定医療機関（労働者災害補償保険法 施行規則第11条第1項）
- 生活保護法指定医療機関（生活保護法 第49条）
- 自立支援医療指定医療機関（更生医療・育成医療）（障害者自立支援法 第59条第1項）
- 結核指定医療機関（結核予防法第36条第1項）
- 養育医療指定医療機関（母子保健法第20条第4項）
- 原子爆弾被害者医療指定医療機関（原子爆弾被爆者に対する援護に関する法律第12条）
- 原子爆弾被害者一般疾病医療取扱医療機関（原子爆弾被爆者に対する援護に関する法律第19条）
- 児童福祉法による助産施設（児童福祉法 第36条）
- 第二種感染症指定医療機関[1]
- 地方公務員災害補償法指定医療機関
- 母体保護法指定医療機関
- 自動車損害賠償保障法後遺症認定病院
- 三次医療施設病院（救命救急センター）
- エイズ治療拠点病院
- 災害拠点病院（東京都災害時後方医療施設）
- 臨床研修指定病院（臨床実地修練病院）
- 臨床修練指定病院
- 地域がん診療拠点病院
- 地域医療支援病院
- 災害対策基本法指定機関
- 東京DMAT指定医療機関[2]
- 自家培養軟骨使用認定施設

## 交通アクセス
- JR東日本中央線武蔵境駅 徒歩約10分程度。
- 西武鉄道多摩川線武蔵境駅 徒歩約10分程度。
- コミュニティバス
  - ムーバス境南西循環「武蔵野赤十字病院」下車0分
  - ムーバス境南東循環「武蔵野赤十字病院」下車0分